# Hermine von Janda

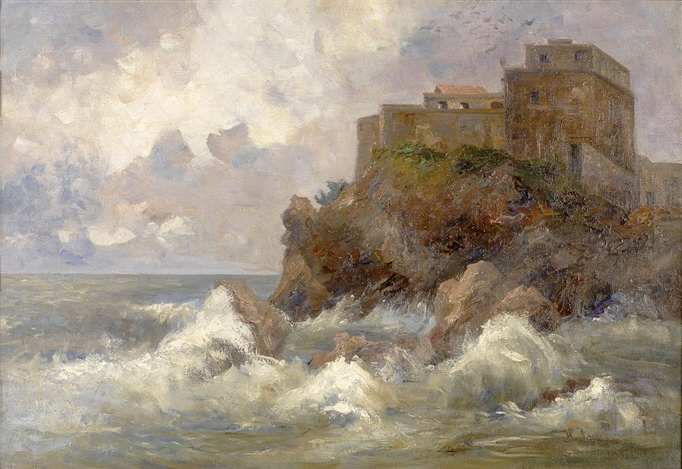
Küstenlandschaft

Hermine Maria Sidonia Karoline von Janda (* 30. August 1853 in Klosterbruck bei Znaim; † 31. Juli 1929 in Lindach, Laakirchen) war eine österreichische Landschafts- und Blumenmalerin.

## Leben
Hermine von Janda wurde in Klosterbruck bei Znaim geboren. Sie war eine Schülerin von Landschaftsmaler Ludwig Halauska und Hugo Darnaut in Wien. Ihre weitere künstlerische Ausbildung erhielt sie in München, wo sie sich längere Zeit aufhielt. Danach ließ sie sich endgültig in Wien nieder.
In Wien nahm Hermine von Janda an verschiedenen Ausstellungen teil, so zeigte sie 1888 ein Ölbild mit Motiv aus Oberösterreich auf der 363. Ausstellung des Österreichischen Kunst-Vereins und bei dessen Weihnachtsausstellung im gleichen Jahr ein Stillleben in Öl. 1896 präsentierte sie ein Aquarell auf der 44. Jahresausstellung des Oberösterreichischen Kunstvereins. Mehrfach stellte sie als Gast mit der Gruppe der Acht Künstlerinnen im Salon Pisko aus (1904, 1906, 1909, 1912). Neben Wien beschickte sie unter anderem Ausstellungen in Budapest, Prag, Salzburg, Leipzig, Breslau und Hamburg.
1890 wurde Hermine von Janda Mitglied des Vereins der Schriftstellerinnen und Künstlerinnen Wien. Dort hatte sie verschiedene Funktionen inne, so war sie Ausschussmitglied (1895 bis 1901), Schriftführerin (1901 bis 1905) und langjährige Schatzmeisterin (ab 1905 bis wohl kurz vor ihrem Tod 1925). Daneben stand sie dem „Neu-Dachauer Kreis“ um Adolf Hölzel nahe.
Hermine von Janda blieb unverheiratet. Sie starb nach manchen Angaben 1925 in Wien, tatsächlich wohl am 31. Juli 1929 nach einem vorübergehenden Aufenthalt im Schloss Lindach an einem Schlaganfall. Sie wurde am 2. August 1929 in Ebensee bestattet.

## Werk

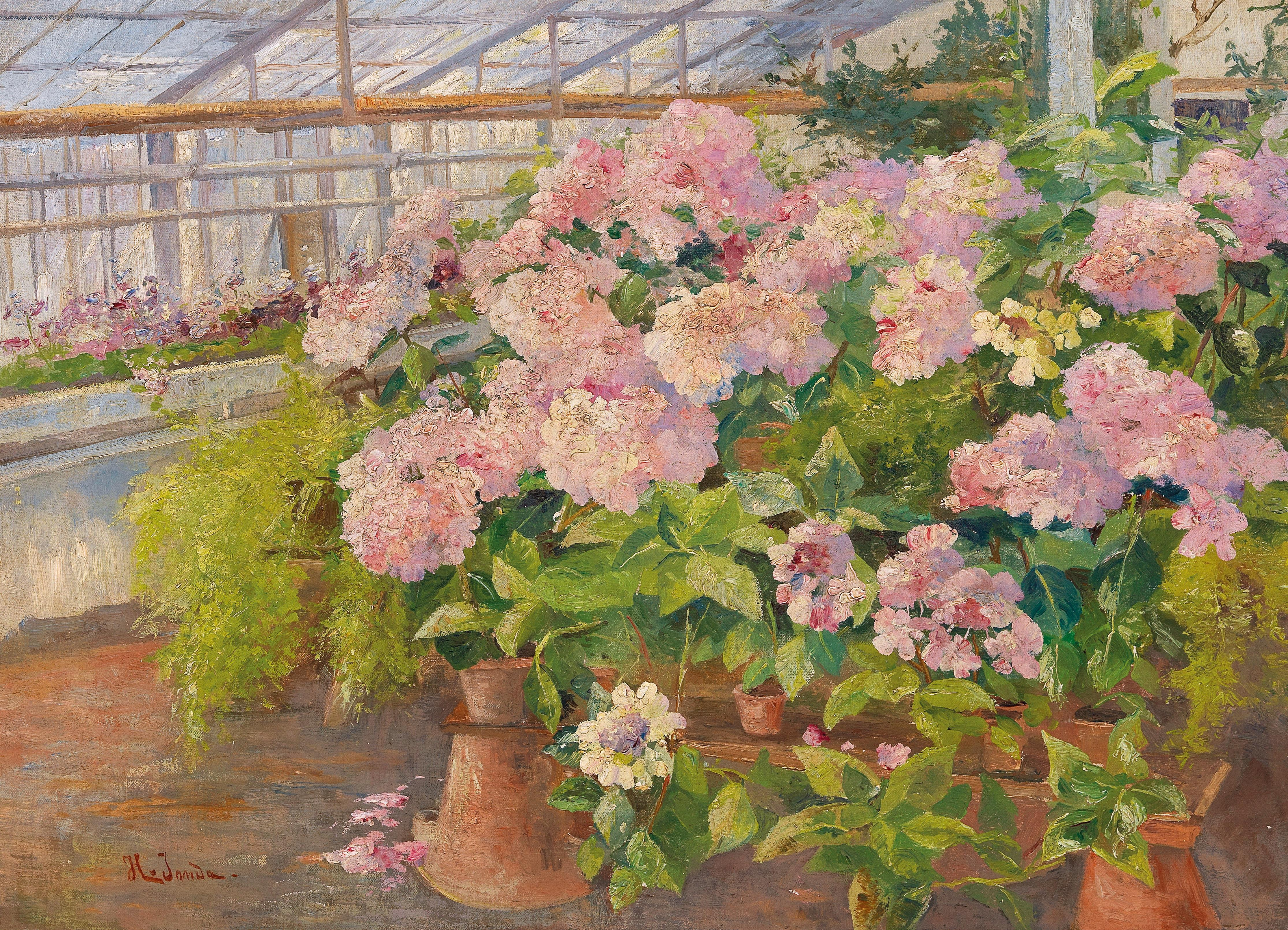
Hortensien im ... Glashaus

Hermine von Janda schuf Ölgemälde, Aquarelle, Pastelle und farbige Zeichnungen. Sie malte vor allem Landschaften, bevorzugt Seestimmungen und Stadtansichten aus Österreich und Oberitalien. Zu ihrem Gesamtwerk gehören außerdem Stillleben, insbesondere Blumenstücke.
Einige ihrer Werke kamen in die Kunstsammlung des kaiserlichen Hofes. So erwarb Kaiser Franz Josef 1890 ihre Ansichten der in Oberösterreich liegenden Jagdschlösser Offensee und Langbathsee.
Werke (Auswahl)
- Bauernhof in Klosterneuburg, 1891, Mährisches Landesmuseum in Brünn
- Landschaft im Frühling, 1903 bei Lepke versteigert[3]
- Schwertberg an der Aist, farbige Zeichnung, ausgestellt 1904 mit den Acht Künstlerinnen im Salon Pisko
- An der Aschach, Pastell, ausgestellt 1904 mit den Acht Künstlerinnen im Salon Pisko[10]
- Zur Blütezeit, Ölgemälde, ausgestellt 1906 mit den Acht Künstlerinnen im Salon Pisko[11]
- Mölkerbastei (Alt-Wien), Aquarell, ausgestellt 1909 mit den Acht Künstlerinnen im Salon Pisko[12]
- Das Fasszieherhaus, ausgestellt 1912 mit den Acht Künstlerinnen im Salon Pisko[13]
- Hortensien im ... Glashaus, Öl auf Leinwand, 44,5 × 61,5, rückseitig undeutlich alt betitelt, signiert „H. Janda“, 2018 im Dorotheum versteigert[14]